# اس‌اس اسپارتان
اس‌اس اسپارتان (به انگلیسی: SS Spartan) یک کشتی است که طول آن ۴۱۰ فوت ۶ اینچ (۱۲۵٫۱۲ متر) می‌باشد. این کشتی در سال ۱۹۵۲ ساخته شد.